# Jorge Cori
Jorge Cori Tello est un joueur d'échecs péruvien né le 30 juillet 1995 à Lima.
Au 1er avril 2016, Jorge Cori est le numéro trois péruvien et le 226e joueur mondial avec un classement Elo de 2 602.

## Biographie et carrière
Grand maître international en 2010, à quatorze ans, il a remporté le championnat du monde des moins de quatorze ans en 2009, le championnat du monde des moins de seize ans en 2011 et la médaille de bronze au championnat du monde des moins de dix-huit ans en 2012.
Il finit 3e-4e du championnat du monde d'échecs junior en 2013 et quatrième au départage.

### Olympiades
Jorge Cori a représenté le Pérou lors des olympiades de 2010 et 2014 avec une marque de 14 points du 22 au troisième échiquier.
Lors de l'Olympiade d'échecs de 2018, il réalise la meilleure performance Elo de la compétition.

### Coupes du monde
Jorge Cori a participé aux coupes du monde d'échecs de 2011 et 2013 où il fut éliminé au premier tour par Francisco Vallejo Pons (en 2011) et par Teimour Radjabov (en 2013).
En 2015, il remporta le tournoi zonal avec 7,5 points sur 9, devant Alexandr Fier (7/9). Ce résultat le qualifiait pour la coupe du monde d'échecs 2015, mais Jorge Cori choisit de disputer le championnat du monde d'échecs junior et finit 22e ex æquo avec 7 points sur 13. Lors de la coupe du monde 2015, il fut remplacé par sa sœur Deysi Cori.
Lors de la Coupe du monde d'échecs 2017 à Tbilissi, il battit au premier tour Gawain Jones avant de perdre au deuxième tour face au Russe Aleksandr Grichtchouk.
Lors de la Coupe du monde d'échecs 2021, il bat le Tadjik Alisher Karimov au premier tour, puis il bat l'Argentin Sandro Mareco au deuxième tour et perd au troisième tour face au jeune Ouzbek Javokhir Sindarov.

### Matchs
En octobre 2019, lors du 23e tournoi d'échecs de Hoogeveen, Jorge Cori rencontra en match le jeune joueur iranien Alireza Firouzja alors âgé de 16 ans et perdit 1,5 à 6 (1 victoire, 1 nulle et 3 défaites),

### Championnat du Pérou d'échecs
Jorge Cori remporte le championnat du Pérou d'échecs en 2022.